# N-Hydroxysuccinimid
N-Hydroxysuccinimid (NHS, in Strukturformeln meist als HOSu abgekürzt, nach IUPAC 1-Hydroxy-2,5-pyrrolidindion) ist das N-Hydroxy-Derivat von Succinimid. Die Substanz wird in organischen Synthesen vor allem zur Herstellung sogenannter NHS-Ester verwendet.

## Darstellung
N-Hydroxysuccinimid entsteht bei der Umsetzung von Bernsteinsäureanhydrid mit Hydroxylamin. Die Reaktion findet nach Verdampfen des als Lösungsmittel eingesetzten Methanols im Vakuum bei 160 °C in der Schmelze statt. Nach mehrfacher Extraktion des viskosen Rückstandes wird das Reinprodukt in 46%iger Ausbeute erhalten.
Eine einfachere Variante nutzt statt Hydroxylamin das leichter zu handhabende Hydroxylamin-hydrochlorid im Gemisch mit Bernsteinsäureanhydrid, das im Rotationsverdampfer unter Vakuum auf 160 °C erhitzt wird, bis kein Wasser mehr aus der Schmelze entweicht. Nach mehrmaliger Extraktion mit mehreren organischen Lösungsmitteln fällt reines NHS in 44%iger Ausbeute an.
Eine weitere Verfahrensvereinfachung ist die Reaktion von Hydroxylamin und Bernsteinsäureanhydrid in Wasser (vermutlich zunächst unter Bildung der Monohydroxamsäure) und anschließender Ringschluss unter Wasserabspaltung im Vakuum bei 105 °C, die unter Vermeidung aufwendiger Extraktionen in 70–78%iger Ausbeute zum NHS-Monohydrat führt.
Zweistündiges Erhitzen des Monohydrats unter Vakuum (ca. 1 mbar) auf 80–90 °C liefert reines wasserfreies N-Hydroxysuccinimid in quantitativer Ausbeute.

## Eigenschaften
N-Hydroxysuccinimid ist ein farb- und geruchloser kristalliner Feststoff. Es ist in Wasser leicht löslich und zeigt darin eine schwach saure Reaktion. NHS ist ein schwaches Oxidationsmittel. Oberhalb von 180 °C wird mittels DSC eine stark exotherme Zersetzung beobachtet. Die bestimmte Zersetzungswärme beträgt −174 kJ·mol−1 bzw. −1510 kJ·kg−1.

## Verwendung
In chemischen und biochemischen Synthesen ist N-Hydroxysuccinimid eine vielseitig und häufig eingesetzte Verbindung.
Durch Umsetzung mit einer Carbonsäure und einem Aktivierungs-Reagenz, wie beispielsweise Dicyclohexylcarbodiimid (DCC) oder 1-Ethyl-3-(3-dimethylaminopropyl)carbodiimid (EDC), werden damit NHS-Ester hergestellt. NHS-Ester sind „aktivierte Carbonsäuren“ und reagieren leicht mit Aminofunktionen – beispielsweise von Peptiden oder Proteinen –, die deutlich nukleophiler als Alkohole sind.
NHS-Ester sind relativ hydrolysestabil.
Ähnliche Reagenzien zur Aktivierung von Carbonsäuren sind N-Hydroxysulfosuccinimid-Natriumsalz, 1-Hydroxybenzotriazol (HOBT), 1-Hydroxy-7-azabenzotriazol (HOAT) und Pentafluorphenol.
Die oxidierenden Eigenschaften von NHS können zur Ruthenium-katalysierten Umwandlung endständiger Alkine in Carbonsäure-Derivate genutzt werden.
Die Verwendung von NHS zur Herstellung von Aktivestern wurde erstmals 1963 von George W. Anderson, Joan E. Zimmerman und Francis M. Callahan beschrieben.

## Toxikologie
N-Hydroxysuccinimid ist im Tiermodell Maus und Ratte weder kanzerogen noch teratogen. Bei der Backhefe Saccharomyces cerevisiae löst es keine mitotischen Genveränderungen aus.